# شون دافيسون
شون دافيسون هو عالم ومؤلف جنوب أفريقي، نيوزيلندي المولد. سنة 2010، اعتُقِل في نيوزيلندا واتُهم بمحاولة قتل والدته المريضة المحتضرة، الدكتورة باتريشيا فيرجسون. نتيجة لاعتقاله ومحاكمته في المحكمة العليا، أصبح ناشطًا دوليًا لتغيير القانون المتعلق بالموت الرحيم في ظل معايير محددة قانونيًا.. وهو مؤسس ومدير منظمة القتل الرحيم في جنوب إفريقيا، المؤيدة للقتل الرحيم. ورئيس الاتحاد العالمي لجمعيات الحق في الموت. إذ تدعم كلتا المنظمتين إلغاء تجريم القتل الرحيم الطوعي.

## النشأة وسيرته المهنية
وُلد شون دافيسون لأب أيرلندي وأم بريطانية في مدينة أوكلاند، ونشأ في بلدة هوكيتيكا على الساحل الغربي لنيوزيلندا. حصل على درجة الدكتوراه في علم الأحياء الدقيقة من جامعة أوتاغو في نيوزيلندا عام 1990. بعد إتمام دراسة الدكتوراه، انتقل إلى جنوب إفريقيا. أجرى دراسات بحثية لما بعد الدكتوراه في جامعة كيب تاون (1990-1993). ثم قُبِل في منصب أكاديمي في جامعة ويسترن كيب، حيث أسس مختبرًا متخصصًا في علم الفيروسات الجزيئية، ومختبرًا للتحاليل الجنائية للحمض النووي (DNA). حقق مختبره للتحاليل الجنائية للحمض النووي نجاحًا ملحوظًا في التعرف على رفات النشطاء المناهضين للفصل العنصري، الذين دُفنوا في مقابر جماعية على أيدي الشرطة في عهد الفصل العنصري. طور مختبر دافيسون أيضًا عدَّة أدوات للحمض النووي تُستخدم في حالات الاغتصاب لتحديد الجناة في الحالات التي يوجد فيها أكثر من مغتصب.
شملت اهتمامات دافيسون البحثية علم الأعصاب الإدراكي، إذ شرح أن الانتحار قد يُعد فكرة عقلانية في ظروف معينة.
شارك دافيسون في تأسيس مشروع البراءة في جنوب إفريقيا، وهو مدير هذه المنظمة التي تدعم تبرئة السجناء عن جرائم لم يرتكبوها، إذ يثبت ذلك باستخدام اختبار الحمض النووي للمواد البيولوجية المأخوذة من مسرح الجريمة.

## الحياة الشخصية
دافيسون متزوج من ريان بان ولديه ثلاثة أطفال. سنة 2006، كانت والدته الدكتورة باتريشيا فيرجسون، مصابة بسرطان من الدرجة الثانية.
غادر دافيسون جنوب إفريقيا متجهًا نحو نيوزيلندا ليعتني بوالدته في أشهرها الأخيرة. عوضًا عن مواجهة الموت المطول والمؤلم بسبب مرض السرطان، قررت والدته أن تدخل إضرابًا عن الطعام لإنهاء حياتها بالموت جوعًا. كان دافيسون هو مقدم الرعاية الوحيدة لوالدته عندما كتبت وصية تطالبه بعدم إجبارها على تناول الطعام أو تناول الدواء. بعد 35 يومًا من عدم تناول الطعام، لم تعد الأم قادرة على تحريك أي جزء من جسدها وبدأت بشرتها تتحلل في حين كان جسدها يحاول الحفاظ على عمل الأعضاء الحيوية. كانت تعاني الألم الذي أضربت عن الطعام لتتجنبه. حينئذ ناشدت ابنها لمساعدتها على الموت. في النهاية، وافق على إعطائها جرعة قاتلة من أقراص المورفين.
كتب دافيسون كتابًا يصف الأشهر الثلاثة التي قضاها مع والدته، وبناءً على طلب الناشر، أزال تفاصيل المتعلقة بكيفية مساعدة والدته على الموت. ومع ذلك، أُرسلتْ مخطوطة مبكرة تضمنت مشاركة دافيسون إلى الناشر وكذلك إلى أشقاء دافيسون، شقت هذه المخطوطة طريقها لتصل إلى الشرطة ووسائل الإعلام في نيوزيلندا. تردد على نطاق واسع أن أخته الكبرى كانت مسؤولة عن إبلاغ الشرطة بما حدث. أُلقيَ القبض على دافيسون في سبتمبر 2010 ووُجهت إليه تهمة قتل والدته.
مع أن دافيسون عاش وعمل في مدينة كيب تاون، فقد انتظر عامًا لبدء محاكمته في نيوزيلندا. كتب كبير أساقفة جنوب إفريقيا ديزموند توتو إلى المحكمة العليا لنيوزيلندا، معلنًا تضامنه مع دافيسون، إذ ناشد المحكمة السماح لدافيسون بالعودة إلى عائلته في جنوب إفريقيا حتى موعد محاكمته. ووافقت المحكمة على هذا الطلب، في سابقة قانونية في نيوزيلندا، نظرًا إلى خطورة الجريمة.
في سبتمبر 2011، عُقدت المحاكمة في مدينة دنيدن في نيوزيلندا. وافق دافيسون على اتفاق صفقة الإقرار بالذنب، وأقر بأنه مذنب بالمساعدة على الانتحار. قبل صدور قرار القاضية، كتب كبير الأساقفة ديزموند توتو مرة أخرى إلى القاضية كريستين فرينش، طالبًا منها عقوبة مخففة بحق دافسيون. وأقرت القاضية أن طلب الأسقف أثر فيها كثيرًا، وخلصت إلى أن تصرفات دافيسون كانت بدافع الحب والشفقة. حُكم على دافيسون بالإقامة الجبرية -الحبس المنزلي- مدة خمسة أشهر في نيوزيلندا.
بعد إدانته في المحكمة قال إنه لم يندم على مساعدة والدته على الموت، وقال إنه يأمل أن تساعد محاكمته على تعديل قانون الموت الرحيم.
في أثناء احتجاز دافيسون بالمنزل، تلقى تهديدات بالقتل، وتعرض لرمي الحجارة على منزله حيث كان محتجزًا. رتب دافيسون إرسال الملحوظة التي أُرفقت بالحجارة إلى مختبره للتحاليل الجنائية للحمض النووي في جنوب إفريقيا لمحاولة التعرف على الحمض النووي للجاني. اكتُشِف لاحقًا أن المحكمة أعلنت مكان إقامته الجبرية على الإنترنت دون قصد، ونُقل بعد ذلك إلى مكان سري.
عند عودته إلى منزله في جنوب إفريقيا، قال دافيسون إنه يعتقد أن الأطباء يساعدون المرضى على الموت منذ فجر الإنسانية.
أُنتجِتْ الكثير من الوثائقيات التلفزيونية عن قصة دافيسون، وتضمنت فيلمًا وثائقيًا طويلًا نال استحسان النقاد.
في سبتمبر 2018، ألقي القبض على دافيسون في جنوب إفريقيا ووُجهت إليه تهمة قتل صديقه المصاب بالشلل الرباعي الدكتور أنريش برجر سنة 2013. أخبر دافيسون المحكمة أنه غير مذنب بارتكاب أي جريمة. أُفرج عنه بكفالة مع أن النيابة أشارت إلى أنه ستُوجَّه المزيد من التهم. بعد اعتقال دافيسون، أعرب كبير الأساقفة ديزموند توتو عن دعمه له مرة أخرى. كان الدكتور أنريش برجر مصابًا بشلل رباعي نتيجة حادث سيارة وصرح علنًا أنه كان يسعى للمساعدة على الانتحار. بعد وفاة الدكتور برجر، وتكهنات وسائل الإعلام بتورط دافيسون، اعترف دافيسون علنًا أنه ساعد صديقه على الانتحار. وأعلن أنه ليس على استعداد للمساعدة على القتل الرحيم مرة أخرى.
في نوفمبر 2018، اتُهم دافيسون بارتكاب جريمة قتل ثانية، وهي جريمة قتل السيد جاستن فاريان سنة 2015. كان جاستن فاريان مصابًا بمرض العصبون الحركي وصرح علنًا عن رغبته في إنهاء حياته بسبب معاناته التي لا تطاق. حينئذ كانت ثمة تكهنات إعلامية بأن دافيسون تورط في وفاة فاريان. نفى دافيسون أي علاقة له بالأمر، مشيرًا إلى أن «الانتحار بمساعدة الغير هو عالم لا أريد أن أكون فيه». في أبريل 2019، اتُهم دافيسون بارتكاب جريمة قتل ثالثة، وهي جريمة قتل ريتشارد هولاند الذي توفي في ديسمبر 2015. ونفى دافيسون التهم مرة أخرى ونقل القضية إلى محكمة ويسترن كيب العليا. كان ريتشارد هولاند لاعبًا رياضيًا شهيرًا في جنوب إفريقيا مَثّل بلاده في بطولة العالم 2007. نتيجةً لإصابة العمود الفقري الناتجة من السقوط من دراجته، أُصيب متلازمة المُنْحَبِس (Locked-in syndrome) ولم يكن قادرًا إلا على تحريك إبهام وجفن واحد فقط. مع أن دافيسون نفى جميع التهم في المحكمة، لم يعلق أبدًا على الملأ، كشفت زوجته أنه ساعد الرجال الثلاثة على الموت بدافع الشفقة، ووصفت الضغط الذي تسبب به ذلك لدافيسون ولأسرهم. في يونيو 2019، أبرم دافيسون صفقة مع المحكمة في جنوب إفريقيا وأقر بالذنب في جميع تهم القتل الثلاث التي واجهها، وحُكم عليه بالحبس ثلاث سنوات في منزله في كيب تاون. قيل في المحكمة إن أيًا من أسر الرجال الذين ساعدهم دافيسون لم يرغبوا في دخوله السجن. أدلت اثنتان من العائلات بتصريحات علنية تدعم تصرفات دافيسون في مساعدة أفرادها على الموت. التعليق الوحيد الذي أُبلغ عنه والذي أدلى به دافيسون بعد قبوله صفقة الإقرار بالذنب هو القول: «أطفالي يريدون أبًا لا شهيدًا مُستميتًا».
أثار اعتقال دافيسون والحكم عليه نقاشًا عامًا واسع النطاق في جنوب إفريقيا كان يدعم عمومًا ما فعله، ويدعم قراره بالاعتراف بالذنب بارتكاب جريمة القتل العمد لتجنب خطر عقوبة سجن طويلة.